# Jastrzębl (gmina)
Jastrzębl – dawna gmina wiejska istniejąca do 1939 roku w woj. nowogródzkim (obecnie na Białorusi). Siedzibą gminy był Jastrzębl (161 mieszk. w 1921 roku), a następnie Małachowce (306 mieszk. w 1921 roku).
Początkowo gmina należała do powiatu nowogródzkiego. 1 sierpnia 1919 r. gmina weszła w skład nowo utworzonego powiatu baranowickiego pod Zarządem Cywilnym Ziem Wschodnich. 19 lutego 1921 r. gmina wraz z powiatem baranowickim włączono do nowo utworzonego woj. nowogródzkiego.
Po wojnie obszar gminy Jastrzębl wszedł w struktury administracyjne Związku Radzieckiego.